# Carrotmob

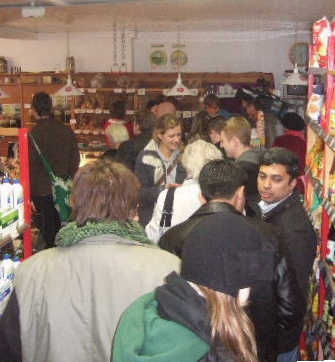
Carrotmobber in Bonner Bioladen am 24. Oktober 2009

Der Carrotmob ist eine besondere Form des Smart Mobs. Über die Kommunikationswege, die Flash- und Smart Mobs ausnutzen, werden Unterstützer dazu aufgerufen, bei einem ausgesuchten Ladenbesitzer in einem fest umgrenzten Zeitraum einzukaufen. Dieser Ladenbesitzer hat zuvor seine Bereitschaft erklärt, einen festgesetzten Teil seines Umsatzes, den er im Rahmen des Carrotmobs erzielt, in eine klimagerechte Sanierung seines Ladens zu investieren.

## Begriffsherkunft
Der Begriff Carrotmob ist abgeleitet von der Möglichkeit, einen Esel dadurch zu motivieren, dass man ihm eine Karotte vor die Nase hält (englische Redewendung: carrot and stick, übersetzt Zuckerbrot und Peitsche). Traditionelle Formen der Konsumentenaktivität basieren eher auf dem Prinzip der Bestrafung (z. B. Konsumentenboykott). Der Carrotmob ist eine Form des sogenannten Buycotts und versucht damit, Unternehmen auf positivem Weg zu dem gewünschten Verhalten zu bewegen. „Wir halten der Wirtschaft die Karotte hin“, so Brad Burton, US-amerikanischer Mitinitiator der mittlerweile weltweit aktiven Carrotmobbewegung, „und sie macht Fortschritte, wandelt sich.“

## Bisherige Carrotmobs
Ein erster Carrotmob fand im März 2008 in San Francisco statt. Der Initiator, Brent Schulkin, besuchte 23 Shops und erzählte jedem Besitzer, dass er ein Netzwerk von Verbrauchern gründet und dass sie alle kommen, um in einem Geschäft des Viertels eine Menge Geld auszugeben. Nur in welchem, das sei offen. Denn das hänge von einer Frage ab: Wer ist bereit, am meisten für die Umwelt zu tun?
„Es beginnt eine Art Auktion“, so die taz in ihrem Bericht über den Carrotmob in San Francisco. „Die Ladenbesitzer müssen erklären, wie viel sie von dem, was der Carrotmob an Geld bei ihnen ausgibt, in einen klimafreundlichen Umbau stecken. Einer sagt: 10 Prozent des Umsatzes, der andere: 17. Der Gewinner ist ein kleines Lebensmittelgeschäft, der K & D Market: Inhaber David Lee bot 22 Prozent. Schulkin organisiert über Internet, über Facebook, Twitter und Myspace, per E-Mail und über einen Carrotmob-Videochannel Einkäufer für einen Samstagmorgen. Hunderte kommen und kaufen Wein, Chips, Katzenstreu. An einem normalen Tag nimmt Lee 2.000 US-Dollar ein, in nur vier Stunden Happening waren es 9.400 Dollar.“
In Deutschland gab es bisher Carrotmobs unter anderem in Trier, Hamburg, Köln, Berlin, München, Dresden, Bonn und Bielefeld.

## Weiterentwicklungen des Konzepts
Die Münchner Umweltorganisation Green City e.V. hat das Carrotmob-Konzept 2010 zu einem Umweltbildungsprojekt für Schulen weiterentwickelt. Unter dem Namen „Carrotmob macht Schule“ organisieren Kinder und Jugendliche gemeinsam mit ihren Lehrern einen Carrotmob und lernen dabei einerseits Wissenswertes über Klimaschutz und andererseits, wie sie eine eigene Veranstaltung organisieren können. Seither hat „Carrotmob macht Schule“ in mehreren Städten im deutschsprachigen Raum stattgefunden, unter anderem in München, Basel, Augsburg und Bad Münstereifel.